# 汪大淵
汪 大淵（おう たいえん、1311年 - ?）は、中国元代の航海家。字は煥章。
1311年に竜興路南昌県生まれる。1330年と1337年の2度にわたって泉州を出航し、インド洋沿岸各国を訪れた。1349年、泉州で『島夷志略』を著し、記述は東南アジア、インド、イスラム諸国から欧州、アフリカにまで及ぶ。中国の対外関係史上重要な文献である。